# Piazza Trilussa
Piazza Trilussa är ett torg (piazza) i Rione Trastevere i Rom. Piazzan är uppkallad efter den italienske poeten Carlo Alberto Salustri, kallad Trilussa, som i huvudsak diktade på romersk dialekt. Trilussa är ett anagram av poetens efternamn. Vid piazzan avtäcktes år 1950 ett monument över Trilussa, med en bronsbyst, utförd av Lorenzo Ferri.

## Beskrivning
Piazzan domineras av Fontana di Ponte Sisto, en fontänbyggnad, ursprungligen uppförd på andra sidan Ponte Sisto. Fontänen ritades av Giovanni Vasanzio och Giovanni Fontana på uppdrag av påve Paulus V år 1613. Fontänen flyttades till sin nuvarande plats år 1898.
Vid Lungotevere Farnesina 7 är Den helige Josefs af Rivalba döttrars moderhus beläget. Ordensinstitutet Den helige Josefs döttrar (Figlie di San Giuseppe di Rivalba) grundades år 1875 av prästen Clemente Marchisio och Rosalia Sismonda i Rivalba i Piemonte. I institutets kapell har Benedetto Ducati 1923–1925 utfört glasmålningar med scener ur den helige Josefs och Jungfru Marie liv samt scener ur patriarken Josefs liv.
Scener ur den helige Josefs och Jungfru Marie liv
1. Den heliga Treenigheten
2. Jungfru Marie födelse
3. Jungfru Marie uppfostran
4. Jungfru Marie frambärande i templet
5. Jungfru Marie trolovning
6. Jungfru Marie bebådelse
7. Jesu födelse
8. Jesu frambärande i templet
9. Flykten till Egypten
10. Den tolvårige Jesus i templet
11. Den heliga Familjen i Josefs snickarverkstad
12. Den helige Josefs död

Scener ur patriarken Josefs liv
1. Leo III tar emot Clemente Marchisio och Figlie di San Giuseppe
2. Clemente Marchisio och kardinal Giuseppe Sarto
3. Josef distribuerar säd i Egypten
4. Josef säljs av sina bröder
5. Josef inför farao
6. Josef tyder faraos drömmar

Altarmålningen Den korsfäste Kristus samt sidomålningarna Jesu pinoredskap (1972–1974) är verk av Antonio D'Acchille.

## Bilder

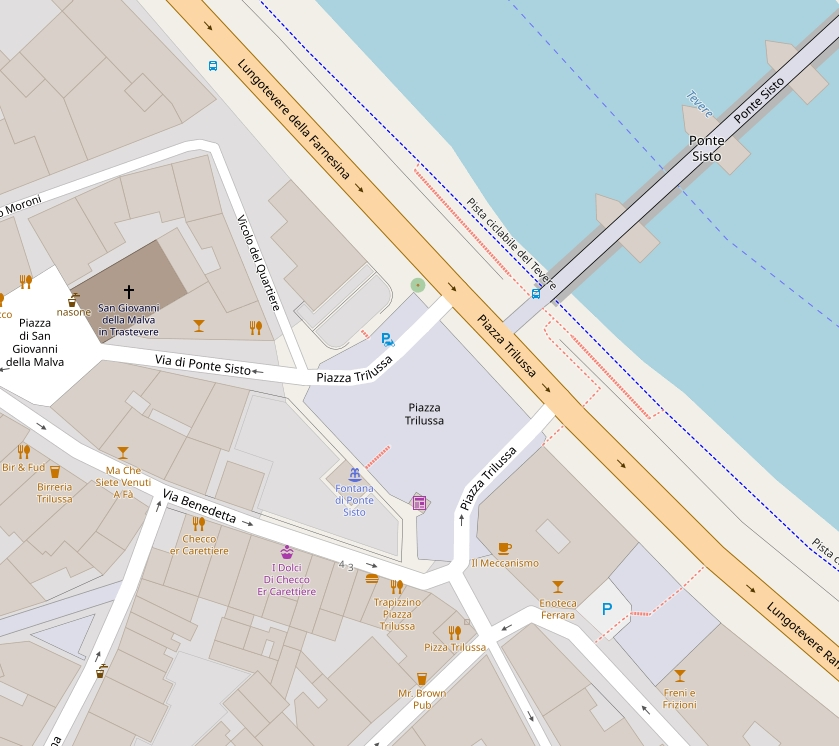
Piazza Trilussa på en karta över Rom från år 2019.
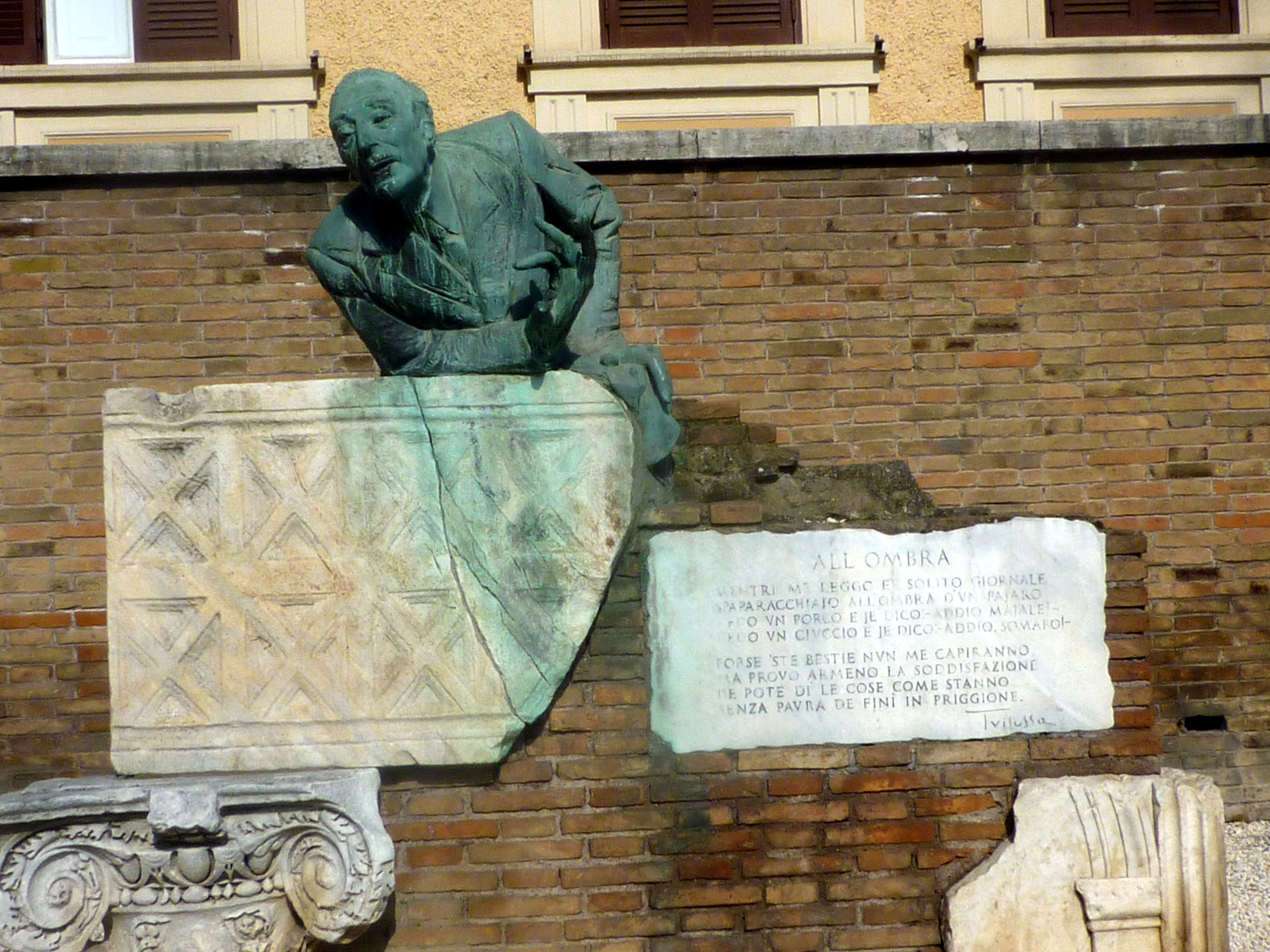
Monument över Carlo Alberto Salustri, kallad Trilussa.
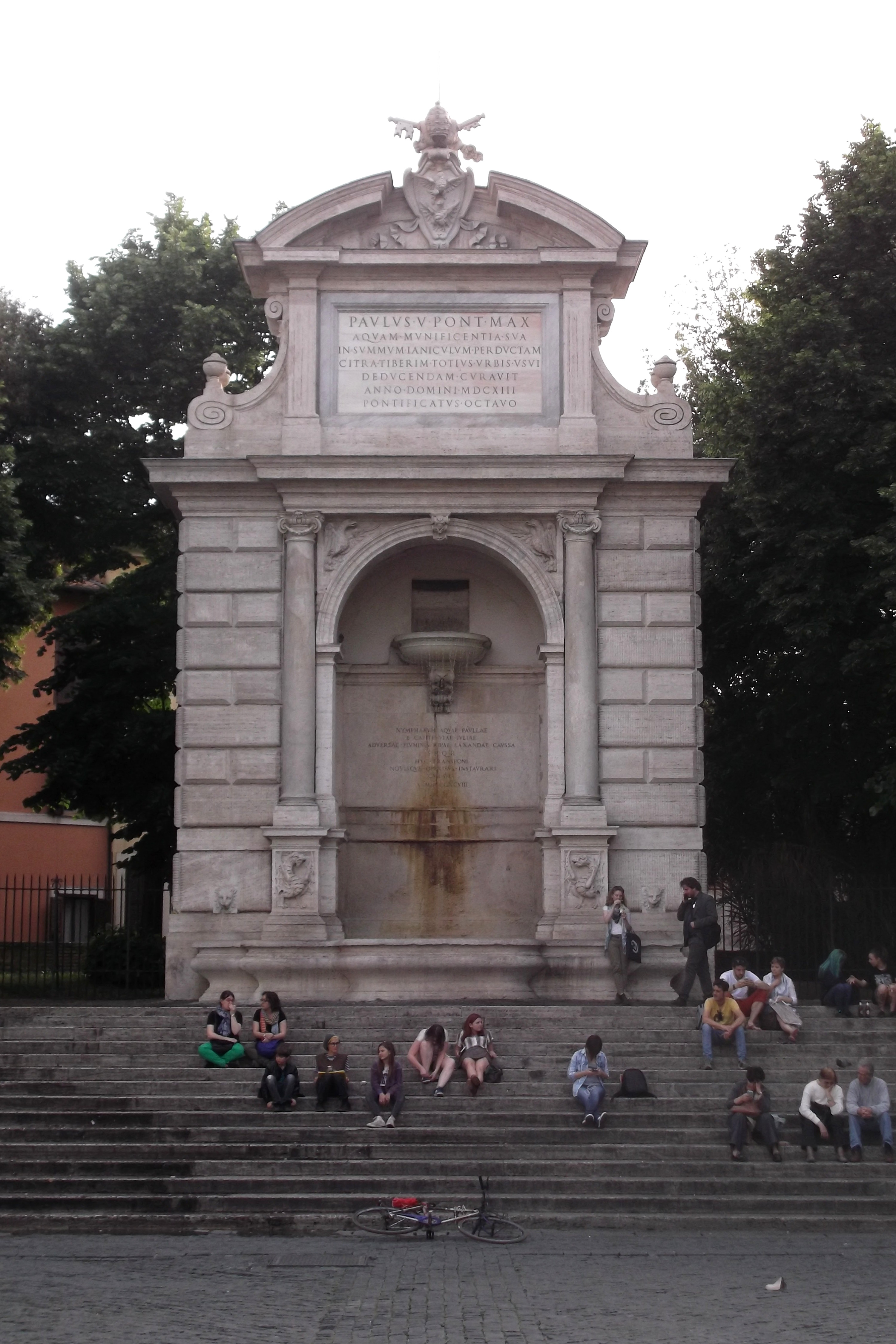
Fontana di Ponte Sisto.
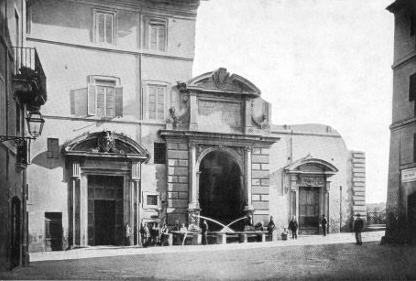
Fontana di Ponte Sisto på sin tidigare plats vid Via Giulia.
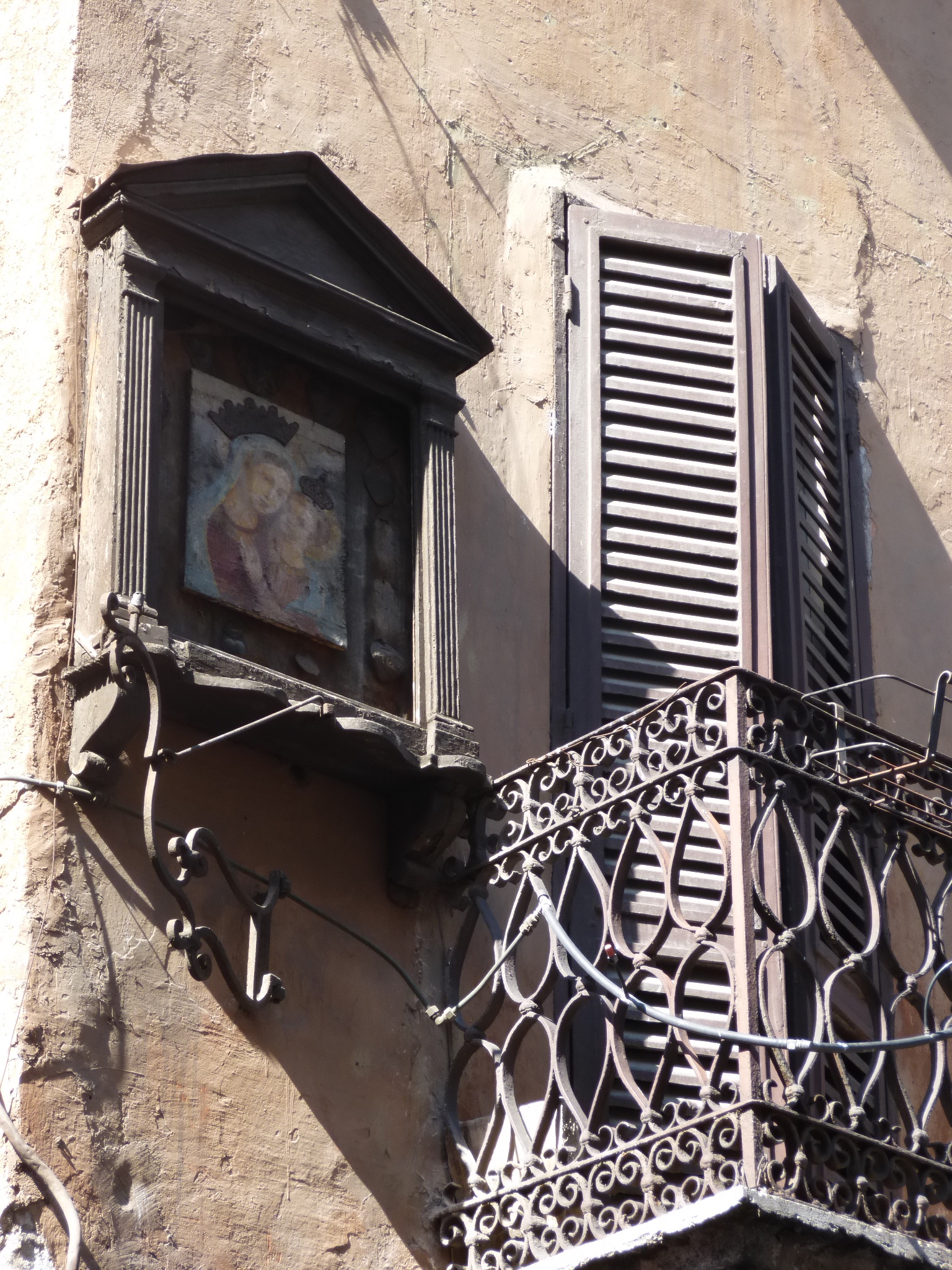
Madonnella från 1500-talet vid Piazza Trilussa.
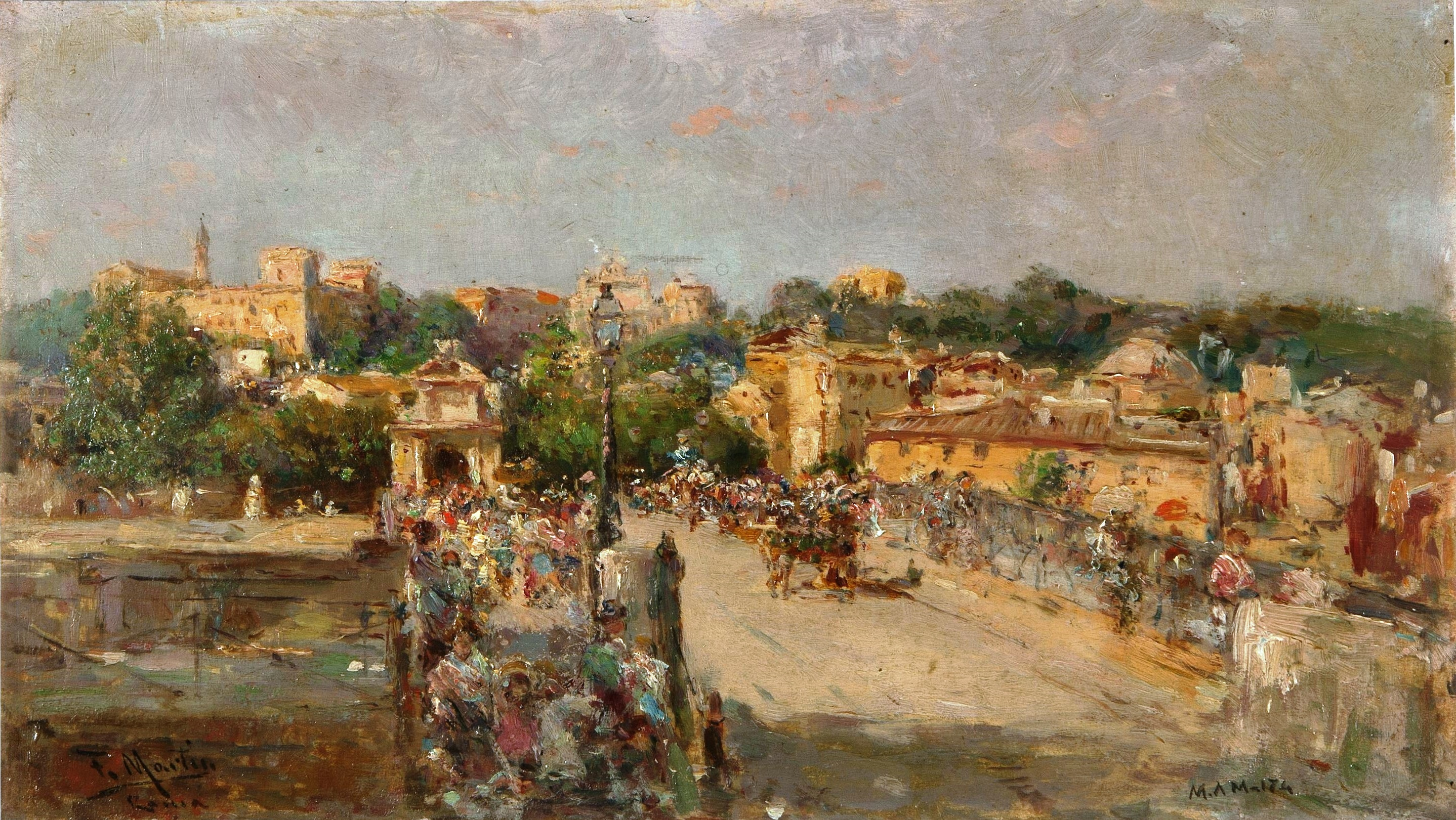
Ponte Sisto och Piazza Trilussa på en målning av Tomás Martín Rebollo från början av 1900-talet.